# Limes Arabicus
Limes Arabicus (dobesedno slovensko Arabski zid; tudi Limes Orientalis) je bila okoli 1.500 km dolg fortifikacijski sistem (limes) Rimskega imperija, ki je potekal od severne Sirije do južne Palestine (tu je bil poimenovan tudi Limes Palestiniae). 
Sam limes je bil zgrajen zaradi sirske vstaje in je predstavljal sto let trajajočo mejo rimske province Syria proti vzhodu. Vzhodno od limesa so živeli beduini, ki so bili sovražni do Rimljanov. Limes je tako predstavljal obrambo pred napadi puščavskih ljudstev in je tudi začrtal mejo, do koder se je Rimsko cesarstvo razširilo. Danes je večina limesa v ruševinah.